# 格盧姆切島
格盧姆切島（英語：Glumche Island）是南極洲的島嶼，位於南設得蘭群島的洛島西北面，處於華萊士角西南面0.83公里，長0.47公里、寬0.29公里，以保加利亞東南部城鎮命名，現時由南極條約體系管理。